# Gus Dillon
Augustus Frederick „Gus” Dillon (ur. 17 kwietnia 1883 w Montrealu, zm. 19 września 1952 tamże) – kanadyjski zawodnik lacrosse.
Na igrzyskach olimpijskich w 1908 w Londynie wraz z kolegami zdobył złoty medal.
Był zawodnikiem klubu Shamrock Lacrosse Club.